# Topalodiscorbis
Topalodiscorbis, en ocasiones erróneamente denominado Topolodiscorbis, es un género de foraminífero bentónico de la familia Conorbinidae, de la superfamilia Discorboidea, del suborden Rotaliina y del orden Rotaliida. Su especie tipo es Discorbis (Topalodiscorbis) danubiensis. Su rango cronoestratigráfico abarca desde el Oxfordiense superior hasta el Kimmeridgiense inferior (Jurásico superior).

## Clasificación
Topalodiscorbis incluye a la siguiente especie:
- Topalodiscorbis danubiensis †